# Valence
Valence (okcitanski: Valença) je općina u jugoistočnoj Francuskoj i sjedište departmana Drôme. Smještena je na lijevoj obali rijeke Rhône, 65 km južno od Lyona, na pruzi za Marseille. 
Valence se nalazi na krajnjem sjeveru područja na kome se uzgajaju masline; zbog toga lokalno stanovništvo koristi izreku à Valence le Midi commence, "u Valenceu počinje Midi (Jug)".
U starom se vijeku ovdje nalazio rimski grad Valentia. U srednjem su vijeku dvije osobe bile iznimno važne: biskup i grof Valentinoisa. Danas je to naslov koje nosi knežević prijestolonasljednik Monaka, iako danas više nema nikakvu vlast nad ovim gradom.

## Gradovi partneri
- Asti, Italija od 1966.
- Biberach an der Riß, Njemačka od 1967.
- Clacton-on-Sea, Engleska, od 1969.
- Idschewan, Armenija, od 1996.
- Gedera, Izrael, od 1997.
- Batrun, Libanon, od 2005.

## Vanjeske poveznice
- Službena internetska stranica
- Turistički ured  Arhivirana inačica izvorne stranice od 3. siječnja 2005. (Wayback Machine)